# Oldenlandia monocephala
Oldenlandia monocephala är en måreväxtart som beskrevs av Carl Ernst Otto Kuntze. Oldenlandia monocephala ingår i släktet Oldenlandia och familjen måreväxter. Inga underarter finns listade i Catalogue of Life.